# کالیدو
کالیدو (انگلیسی: Caleido) ساختمان اداری ۳۶ طبقه مستقر در شهر مادرید است، که در سال ۲۰۲۰ احداث گردید.